# Sint-Pauluskapel (Manhattan)

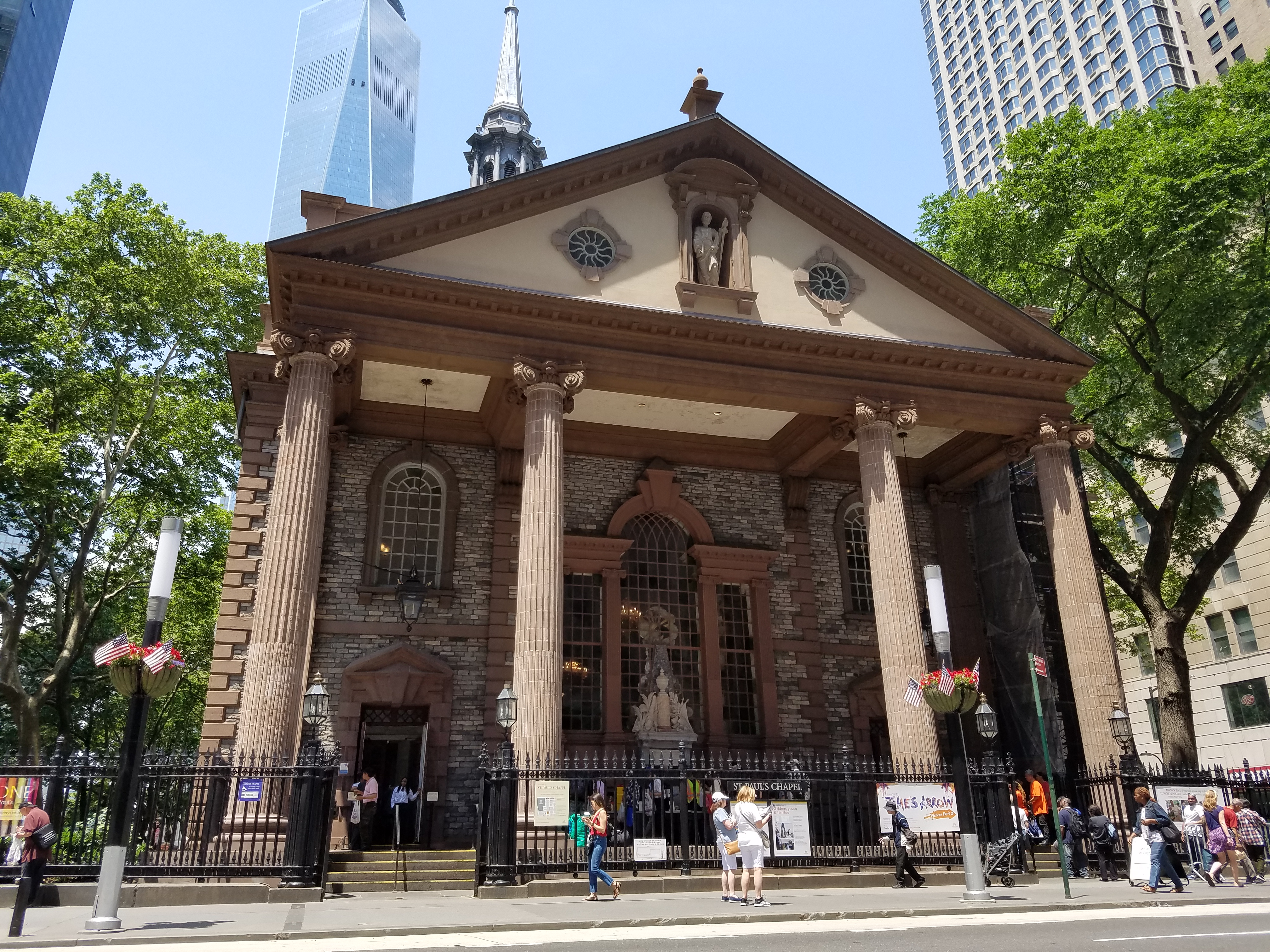
St. Paul's Chapel in 2018

De Sint-Pauluskapel van Lower Manhattan (Engels: St. Paul's Chapel) is een georgiaanse kapel uit 1766. Ze staat langs de straten Broadway en Church Street in Lower Manhattan op het eiland Manhattan in de Amerikaanse stad New York. Ze is de kapel van de naburige Trinity Church, een Episcopaalse parochiekerk.

## Geschiedenis

### Omschrijving
De Sint-Pauluskapel staat tegenover het Park Row Building, een van de oudste wolkenkrabbers ter wereld, op de grens van de wijken World Trade Center en Civic Center in het financiële centrum van New York. De Sint-Pauluskapel in Lower Manhattan is het oudste nog bestaande kerkgebouw van Manhattan. Ze is van de hand van architect Thomas McBean en ambachtsman Andrew Gautier. Ze is de kapel van de Trinity Church (Nederlands: Drie-eenheidskerk), een protestantse historische parochiekerk aan Wall Street die – in 1790 en 1846 – reeds twee maal werd heropgebouwd.
De Sint-Pauluskapel werd gebouwd op land dat door de Britse koningin Anna (koningin in de periode 1702–1714) aan de Verenigde Staten werd geschonken. George Washington, de eerste president van de Verenigde Staten, woonde een dienst in de kapel bij op de dag van zijn inhuldiging als president: 30 april 1789.
De bouwstijl is de Britse georgiaanse (ook gebruikelijk voor de tijd van de Britse koloniën, de huidige Verenigde Staten). De buitenzijde van de kapel bestaat voor een groot deel uit het metamorf gesteente schist met een bruinkleurige hoeksteen en verder is ook de portico naar een oud-Grieks ontwerp (de ruimte naar de toegang van de kapel) opmerkelijk, door zuilen ondersteund.
Langs Broadway staat buiten de kapel een eikenhouten standbeeld van Sint-Paulus. Ten oosten werd een monument opgericht ter ere van de Ierse generaal Richard Montgomery van het Britse leger, die sneuvelde in de slag bij Quebec tijdens de Amerikaanse Onafhankelijkheidsoorlog in 1775. Binnenin heeft de eenvoudige, elegante hal van de kapel lichte kleuren, een effen plafond en glazen kroonluchters die doen denken aan hedendaagse interieurs. De preekstoel wordt bekroond door een kroon en zes veren, en in het schip en de galerijen hangen veertien originele kroonluchters van geslepen glas.
Toen ze voltooid was, was de Sint-Pauluskapel van Lower Manhattan het hoogste bouwwerk van New York. In 1960 werd ze door de Verenigde Staten verheven en werd een National Historic Landmark. Zes jaar later, in 1966, werd ze ook geëerbiedigd als New York City Landmark alsmede in het dat jaar gevormde National Register of Historic Places geplaatst.

### Aanslagen op 11 september 2001
De achterzijde van de Sint-Pauluskapel bevindt zich aan Church Street, de straat waarlangs het originele World Trade Center gesitueerd was tussen 1966 en 2001. Het originele World Trade Center werd vernietigd bij de terroristische aanslagen op 11 september 2001. De Twin Towers van het WTC stortten achter elkaar in, waardoor de kapel, die ongeveer tweehonderd meter ten noordoosten van de torens stond, de oprukkende stofwolken over zich heen kreeg.
De Sint-Pauluskapel overleefde aanslagen op het World Trade Center wonderwel. Een verklaring was dat ze werd gespaard door een boom in de noordwestelijke hoek die werd geraakt door vallend puin. De wortel van de boom is bewaard gebleven in een bronzen gedenkteken van beeldhouwer Steve Tobin. Het orgel werd wel zwaar beschadigd, maar werd opgeknapt en weer in gebruik genomen. De Sint-Pauluskapel kreeg hierdoor de bijnaam "The Little Chapel that Stood" (vrij vertaald: "De kleine kapel die bleef staan").
Na de aanslagen werd de Sint-Pauluskapel ingeschakeld als rust- en toevluchtsoord voor de reddings- en bergingswerkers op Ground Zero (benaming van de World Trade Center site na de aanslagen). Acht maanden lang zetten honderden vrijwilligers zich de klonk rond in en dat in ploegendiensten. Ze bereidden en serveerden maaltijden voor de reddingswerkers, maakten hun bedden op, gaven advies en baden met de vele brandweerlieden, de bergingswerkers, politiemensen en gewone burgers.

## Afbeeldingen

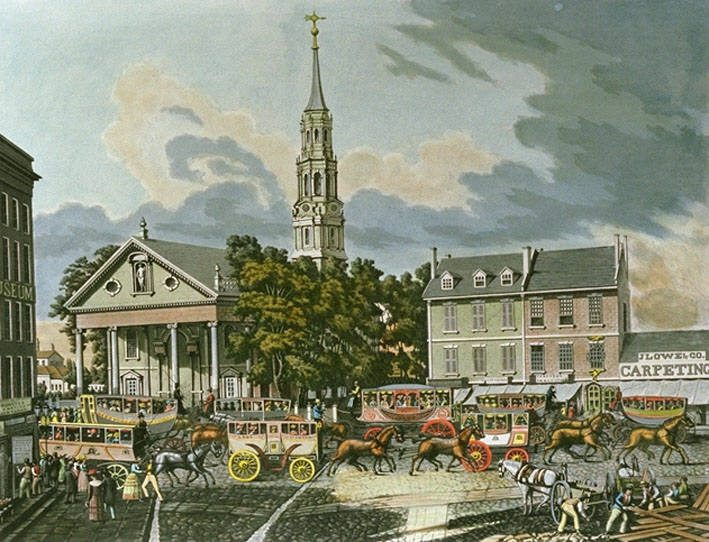
Broadway in 1831
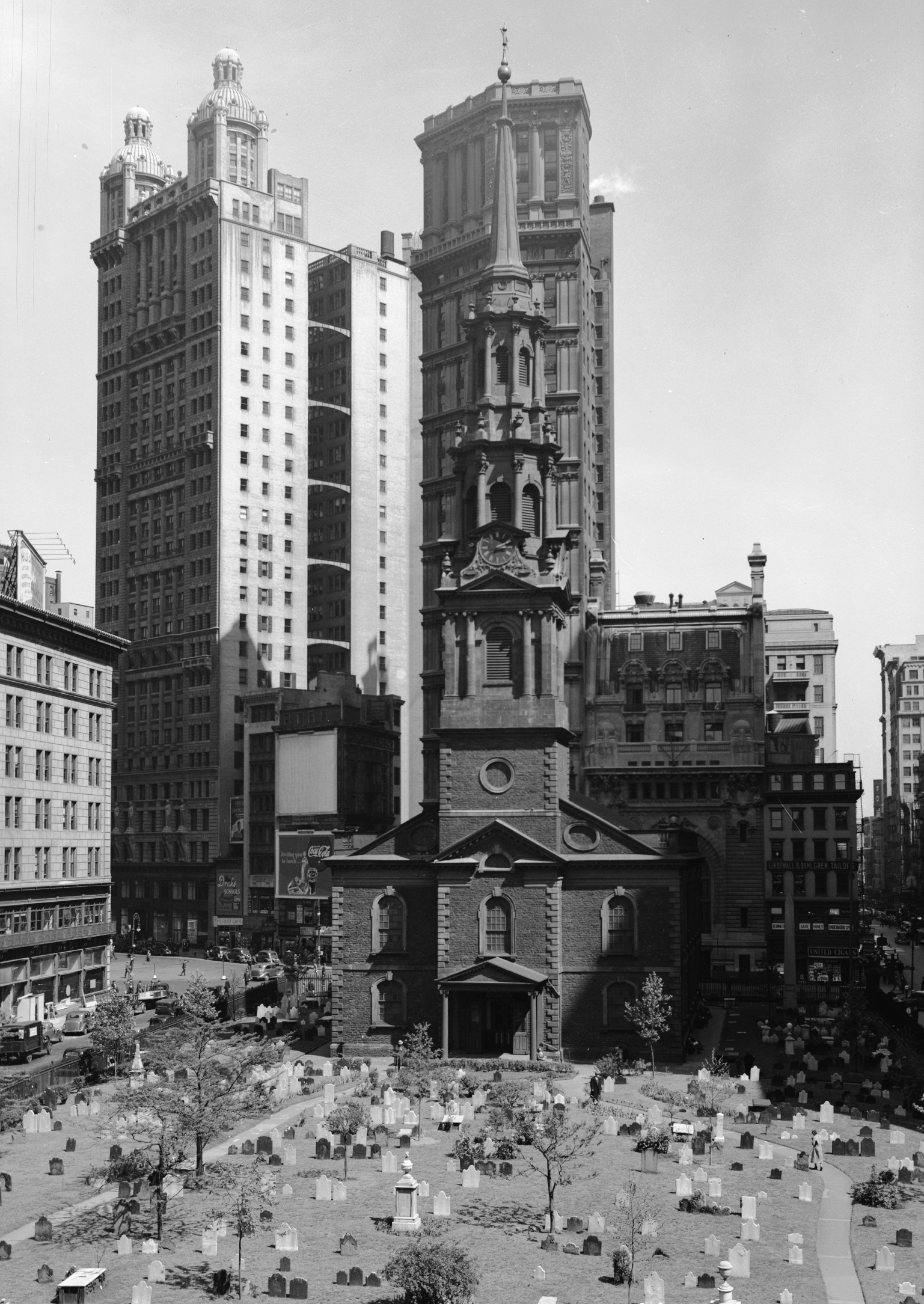
Kijkend naar het oosten: St. Paul's Chapel en het Park Row Building, 1937
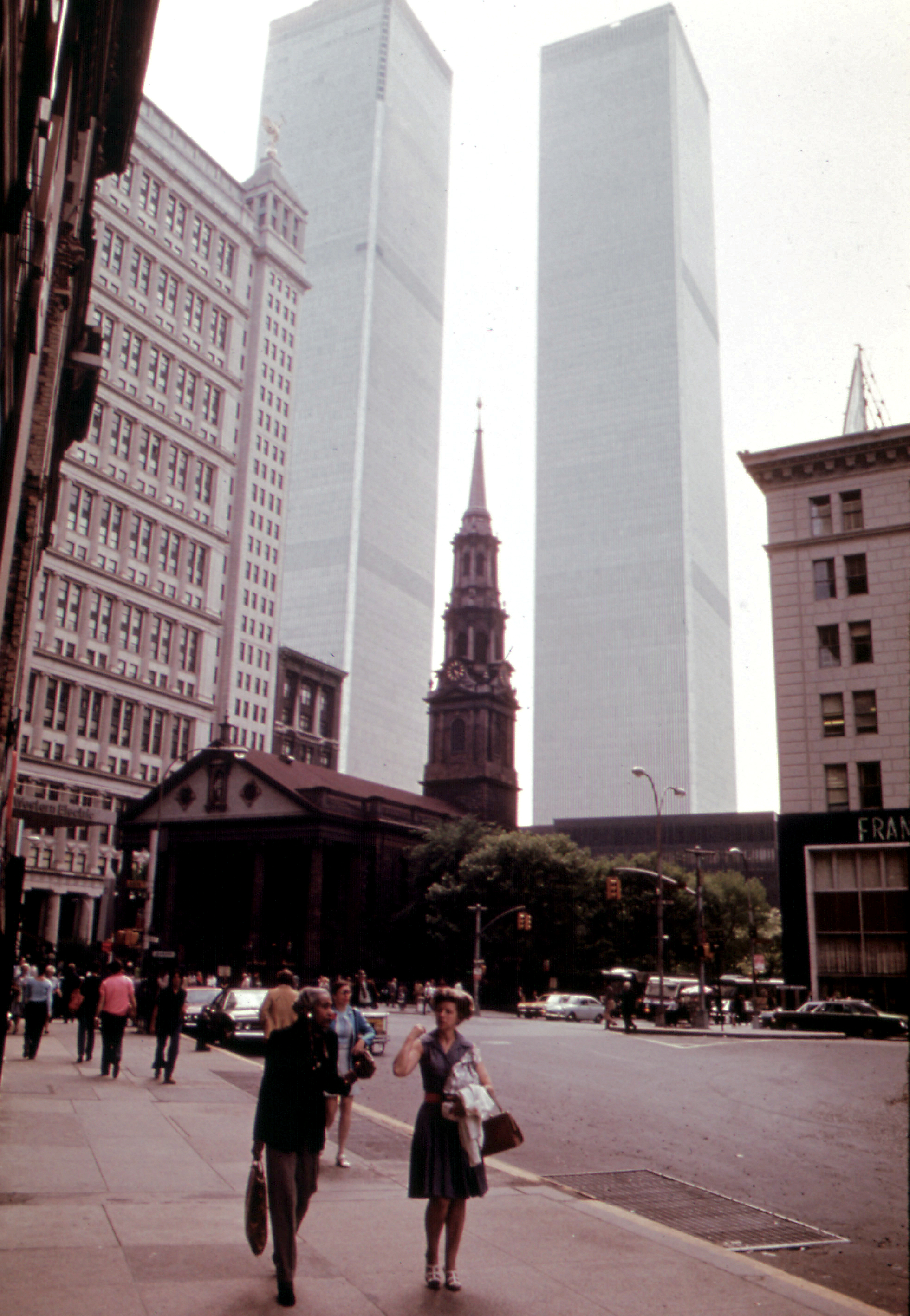
Met het World Trade Center, mei 1973
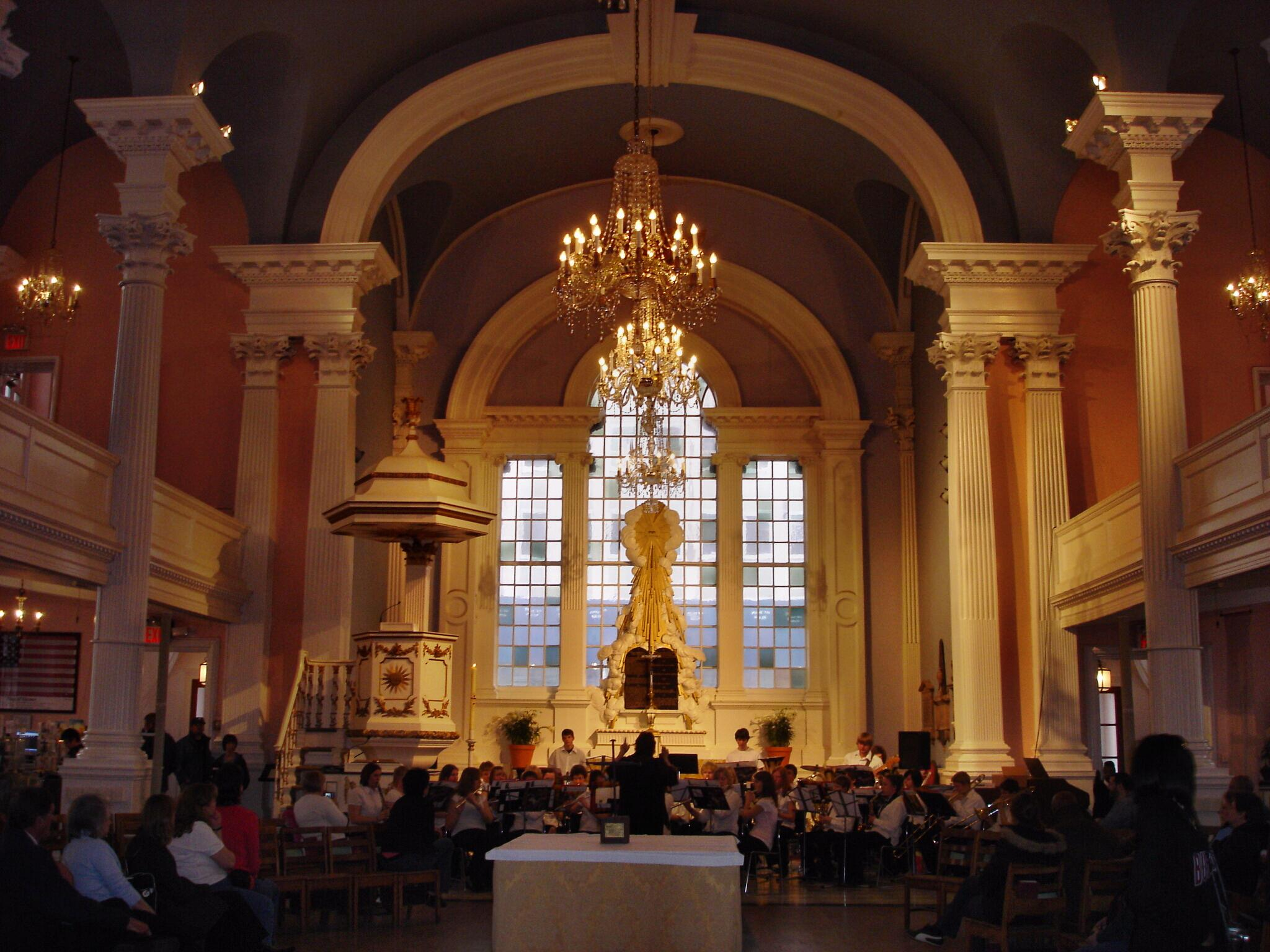
Interieur St. Paul's Chapel, 2008